# Chondrodesmus albimarginis
Chondrodesmus albimarginis är en mångfotingart som beskrevs av Chamberlin 1941. Chondrodesmus albimarginis ingår i släktet Chondrodesmus och familjen Chelodesmidae. Inga underarter finns listade i Catalogue of Life.